# Păsăreni, Mureș
Păsăreni, până în 1926 Mădăraș, (în maghiară Backamadaras, colocvial Madaras, în traducere „Păsăreni”) este satul de reședință al comunei cu același nume din județul Mureș, Transilvania, România.

## Istoric
Satul Mădăraș este atestat documentar în anul 1392.

## Localizare
Localitatea este situată pe râul Niraj, pe drumul județean Acățari - Miercurea Nirajului.

## Așezăminte sociale
Organizația olandeză Diakonos a înființat o casă de bătrâni în localitate.

## Personalități
- Gergely Kis (1738-1787), pastor reformat, directorul învățământului reformat din Transilvania

## Imagini

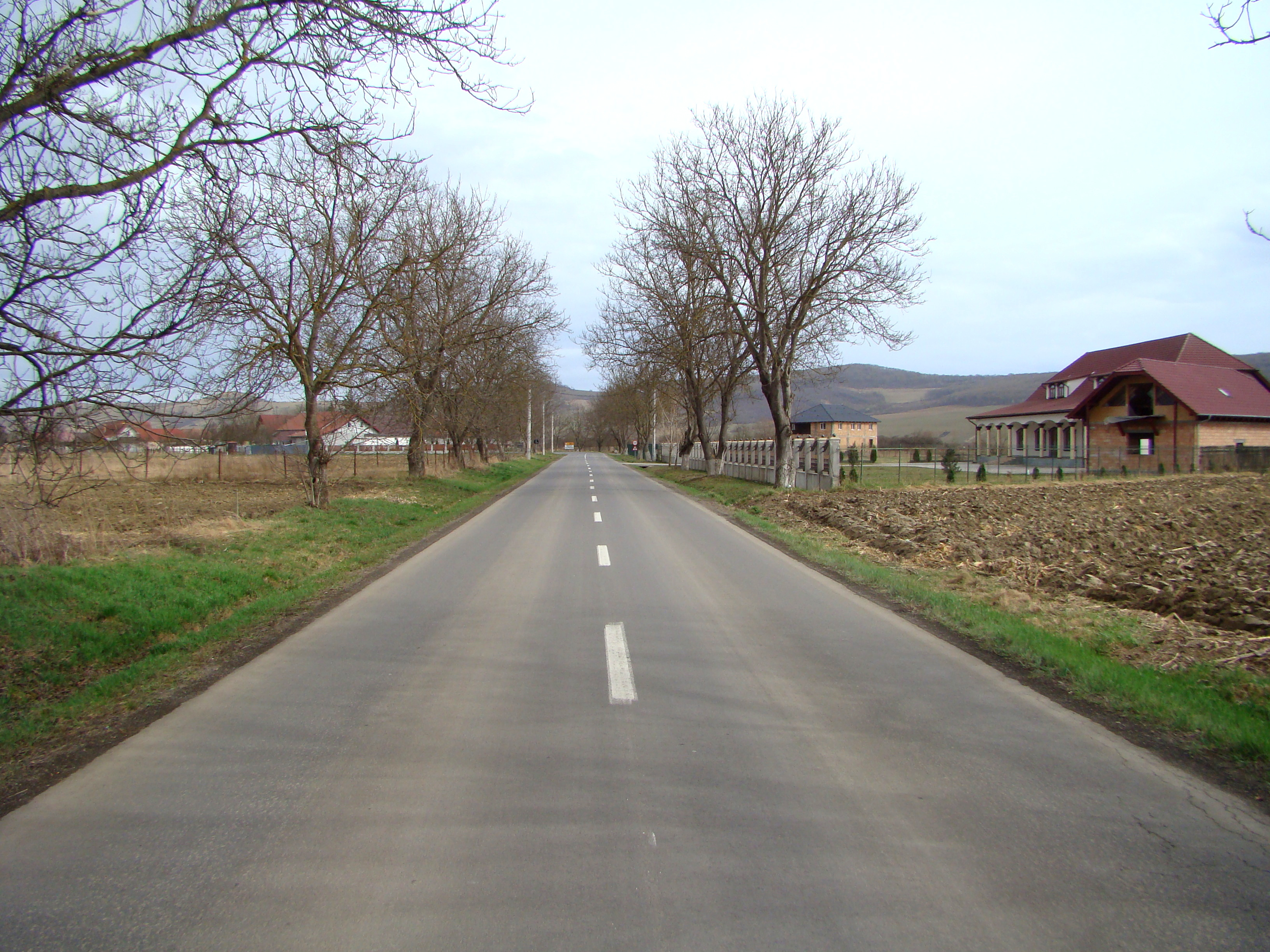
Drumul Bolintineni- Păsăreni
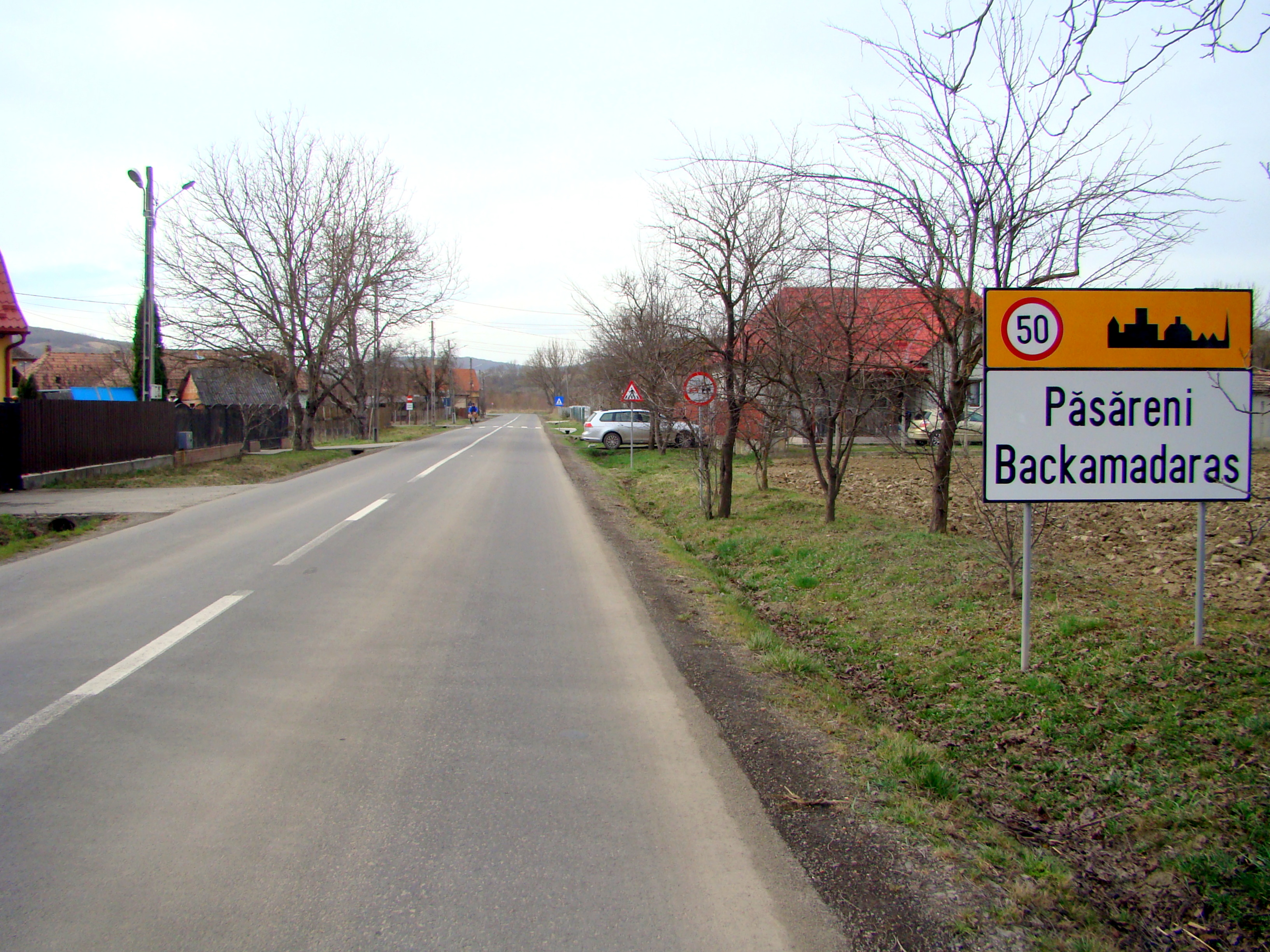
Intrarea în localitate
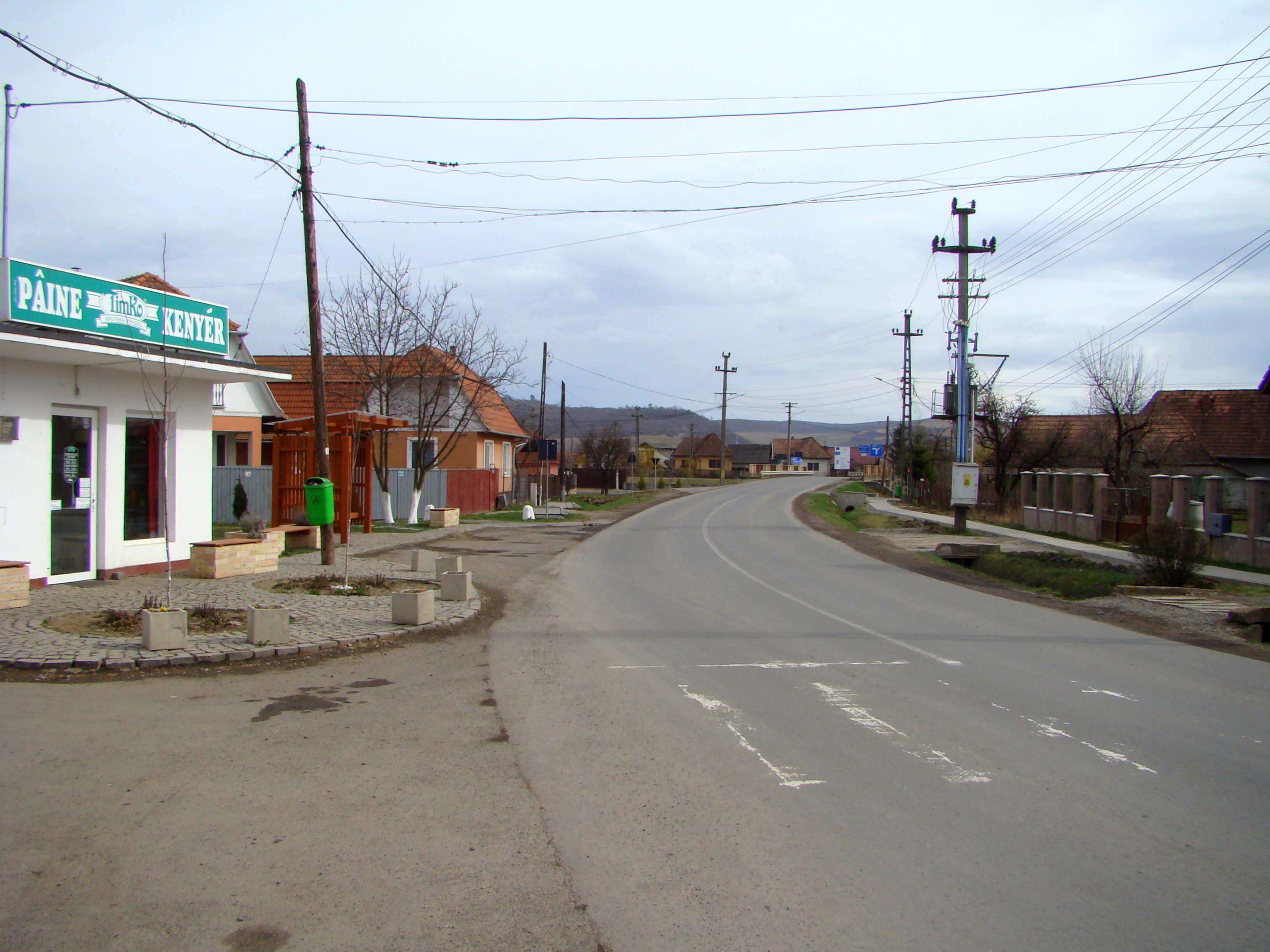
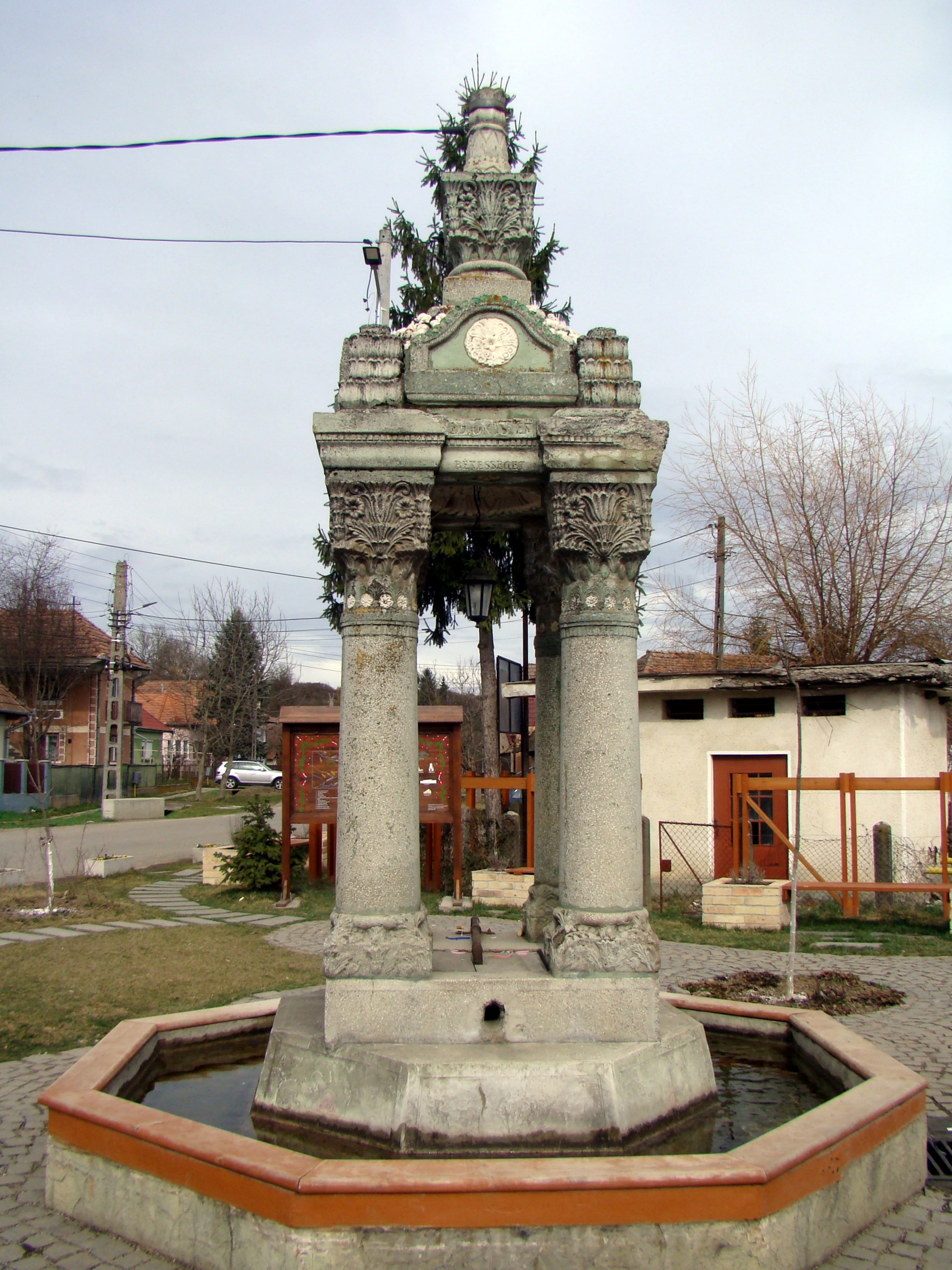
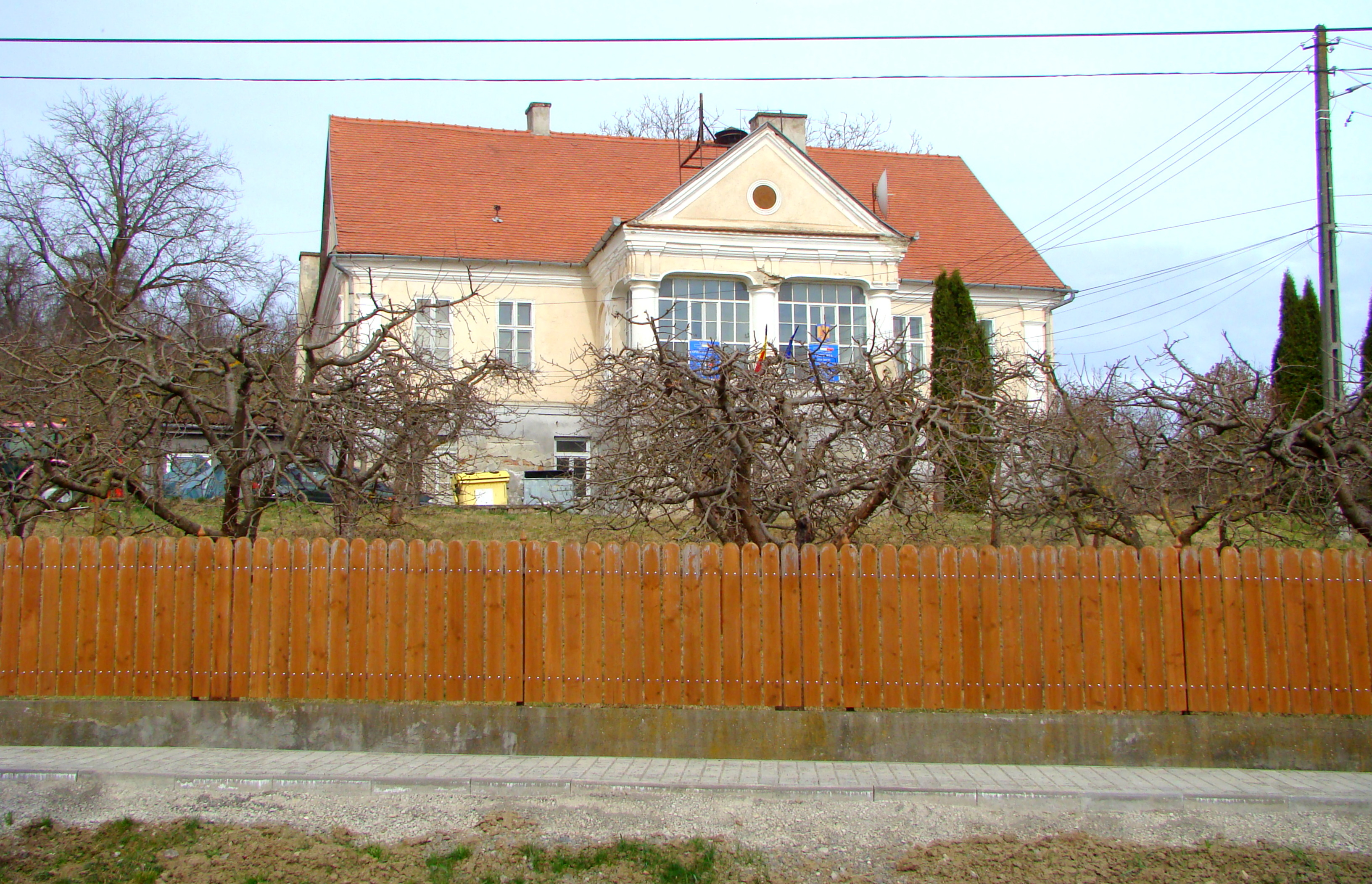
Castelul Horváth-Petrichevich (înc. de sec. XIX, sediu al primăriei din 1925)
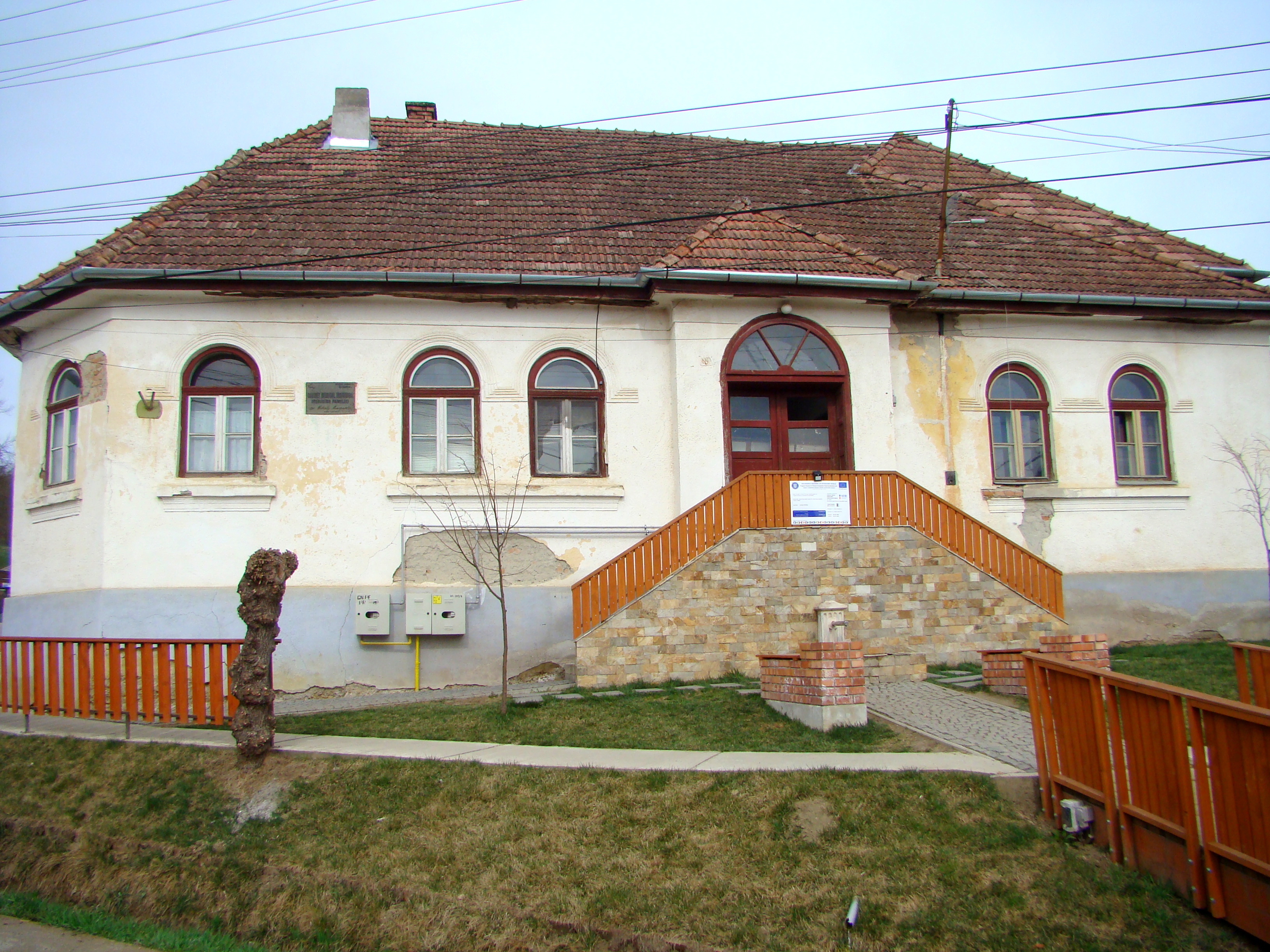
Clădire anexă, în prezent cabinet de medic de familie
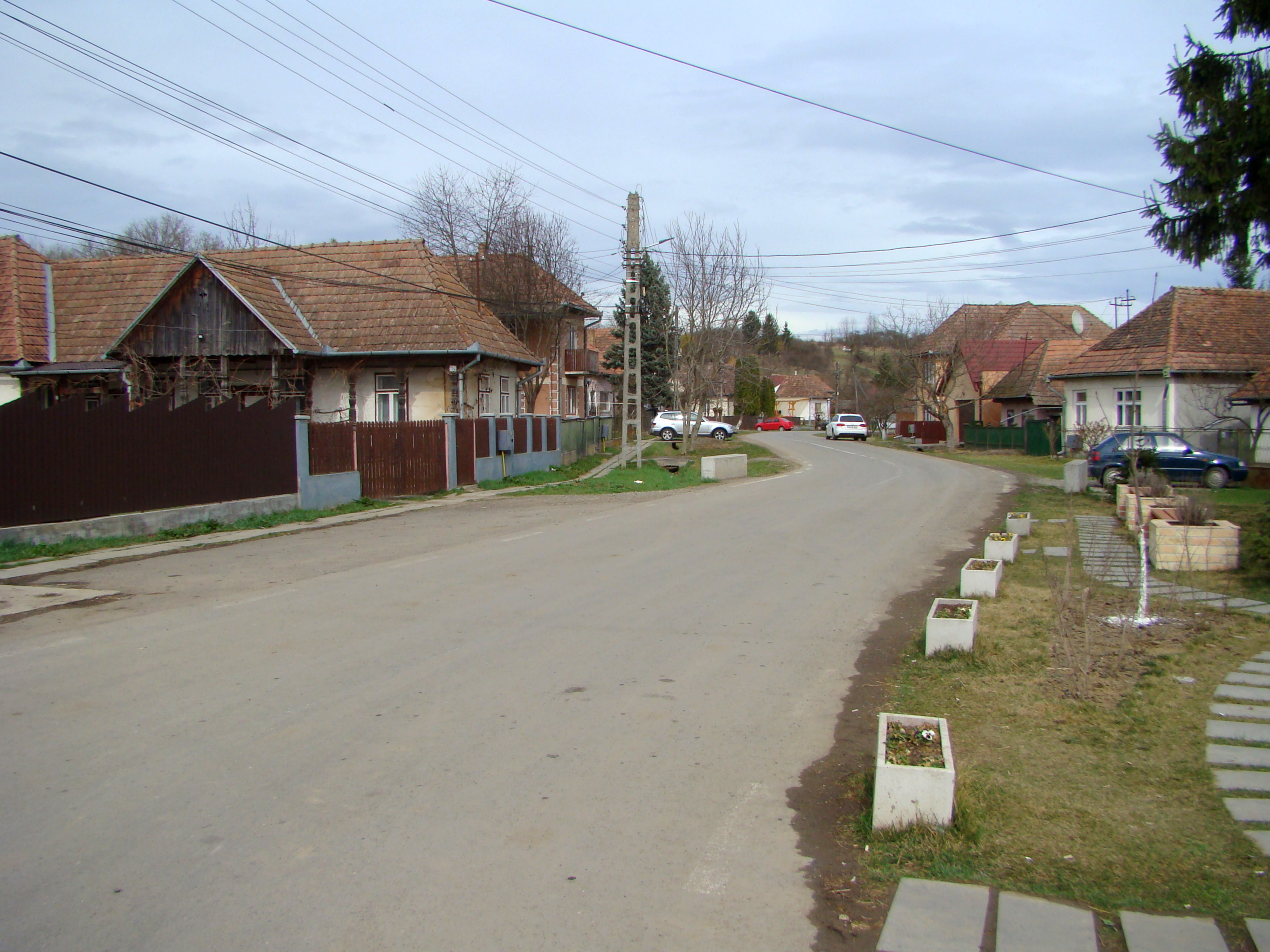
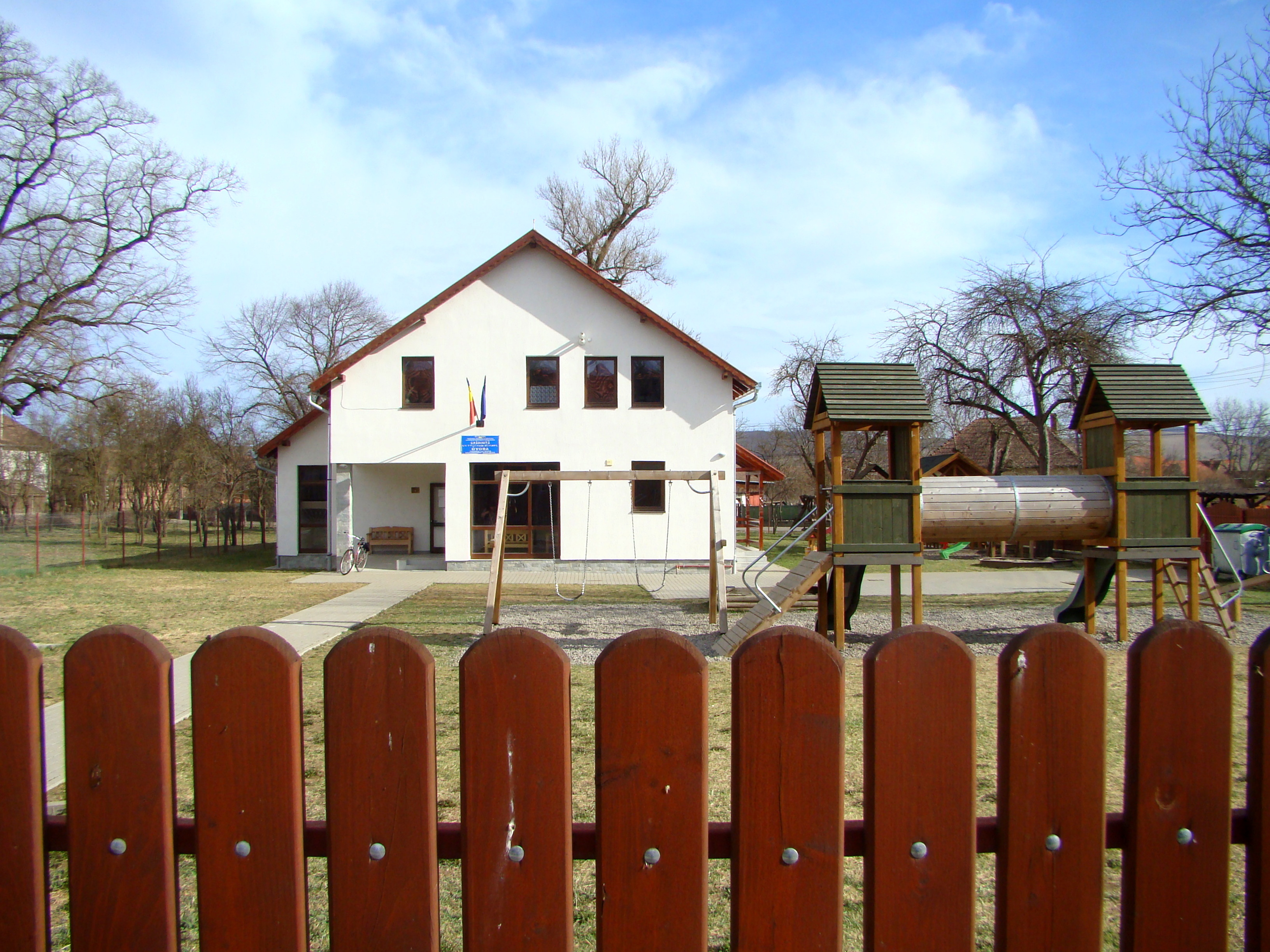
Grădinița
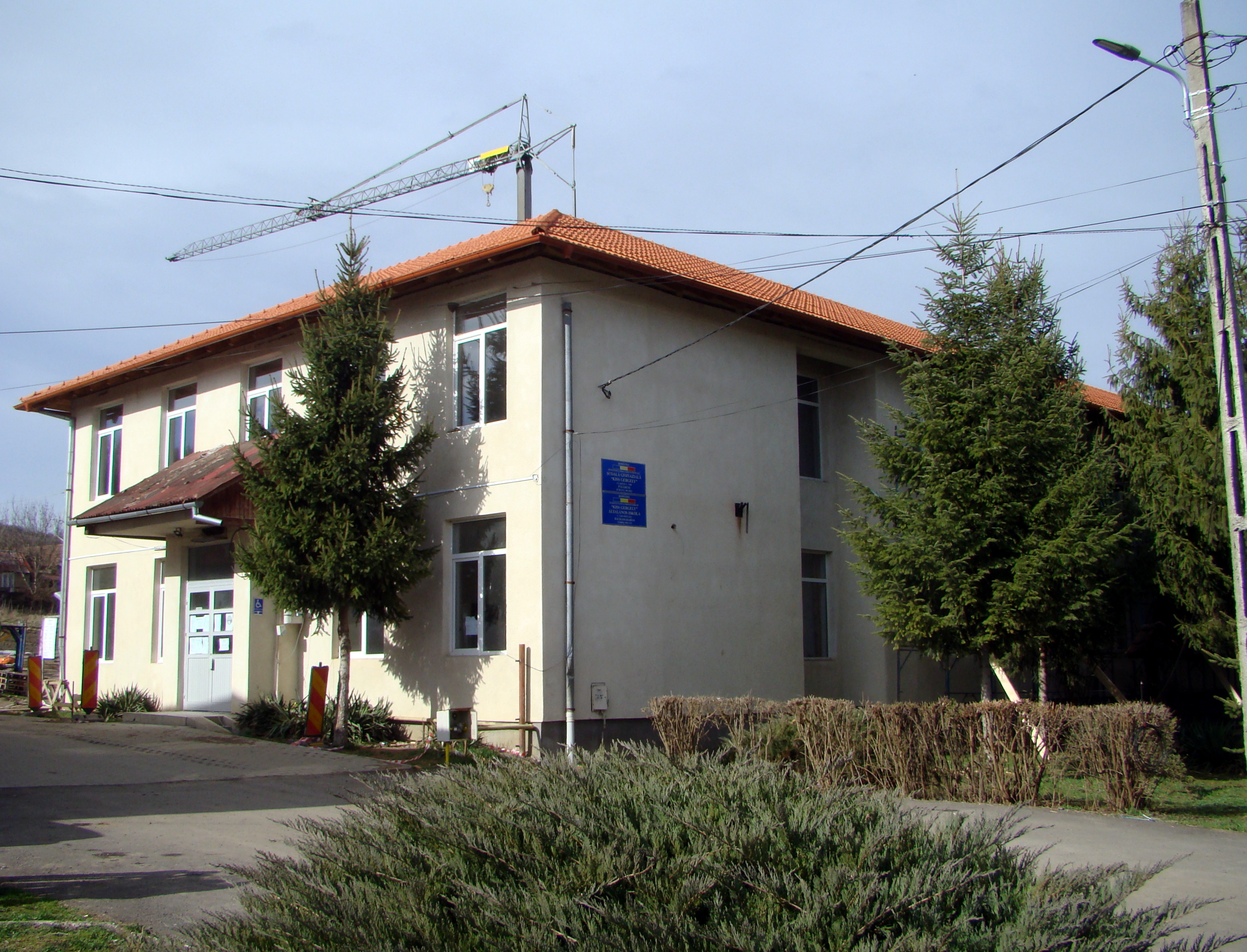
Școala
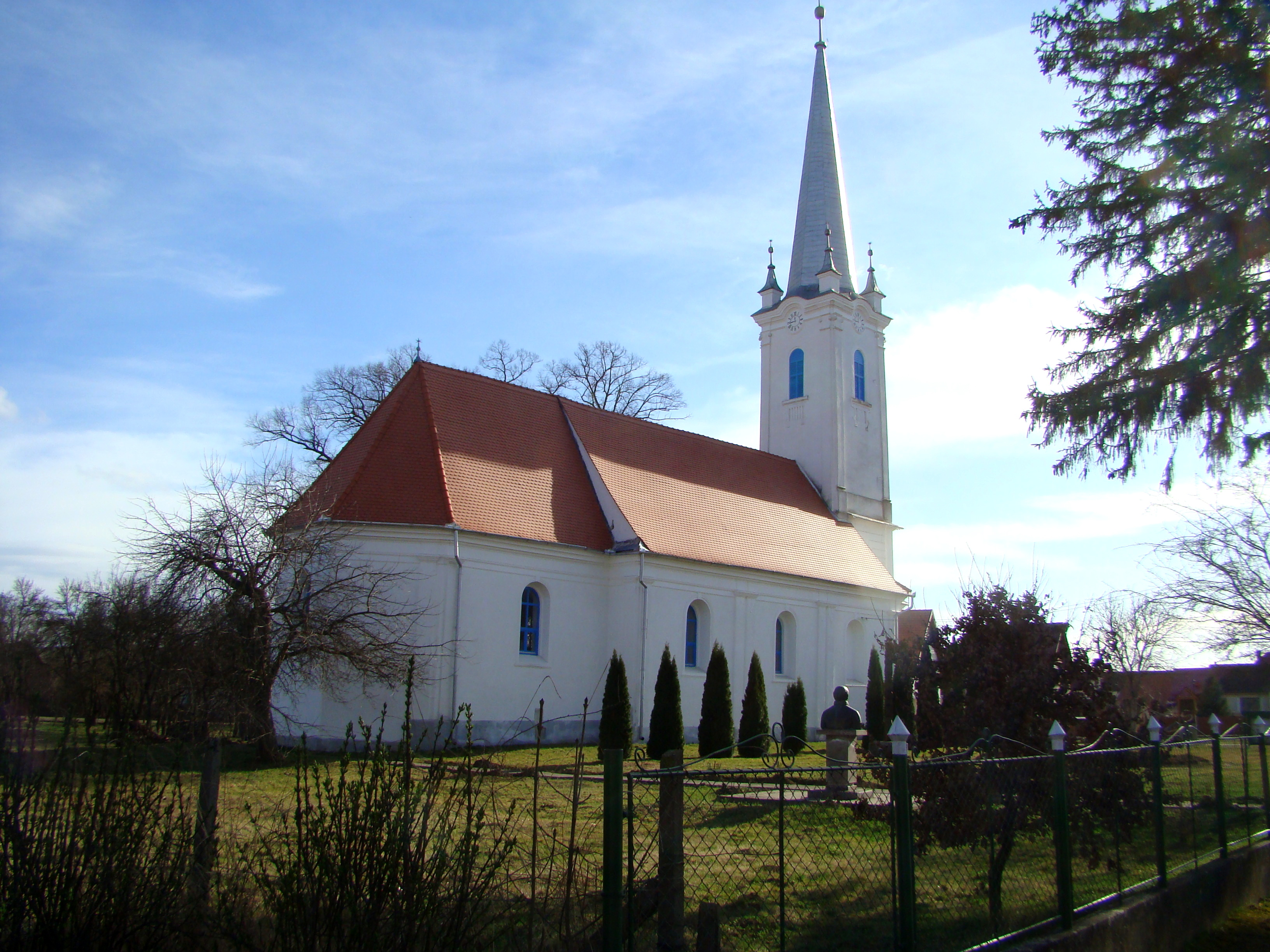
Biserica reformată (1818)
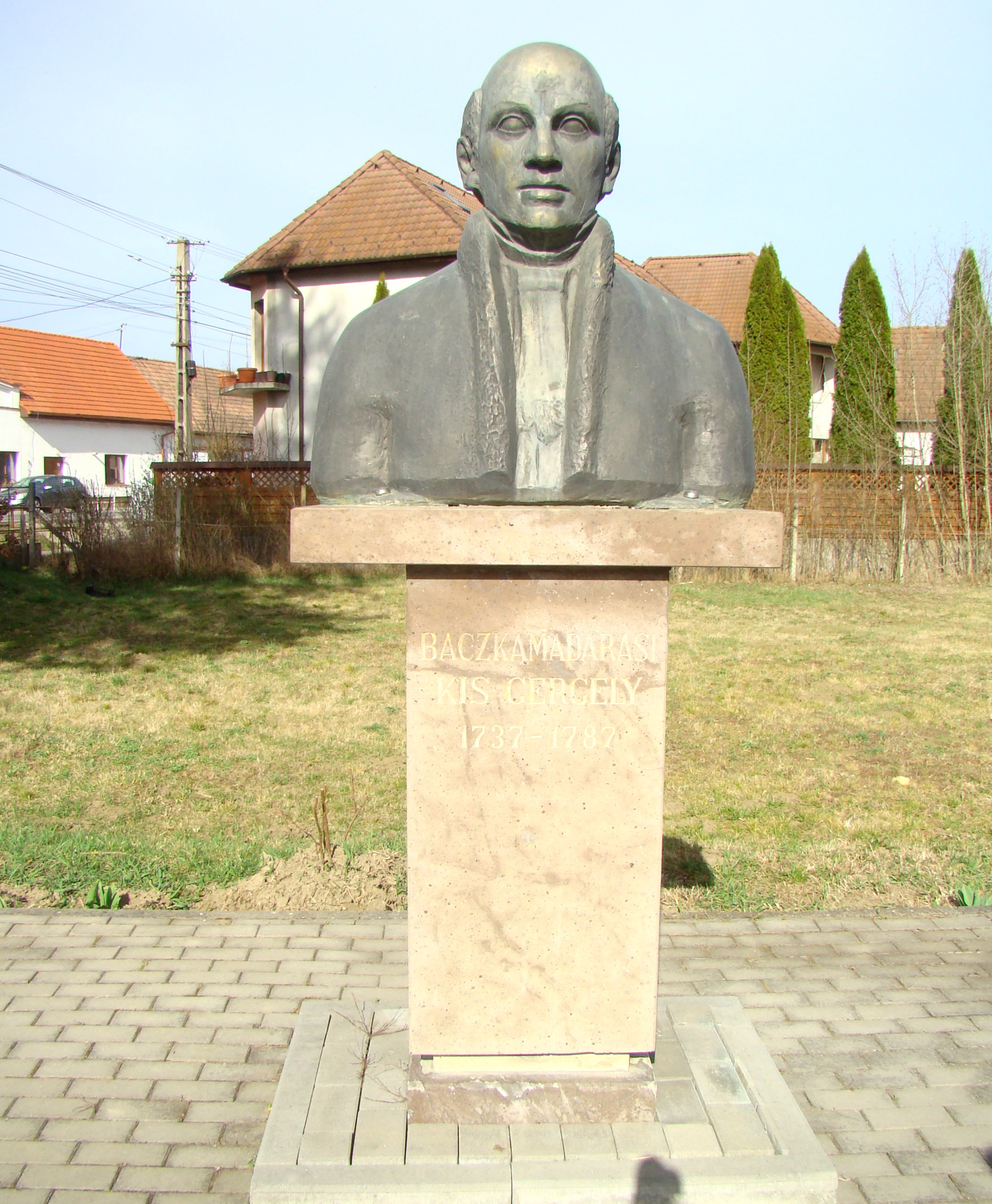
Bustul lui Gergely Kis, întemeietorul Colegiului Reformat din Odorheiu Secuiesc
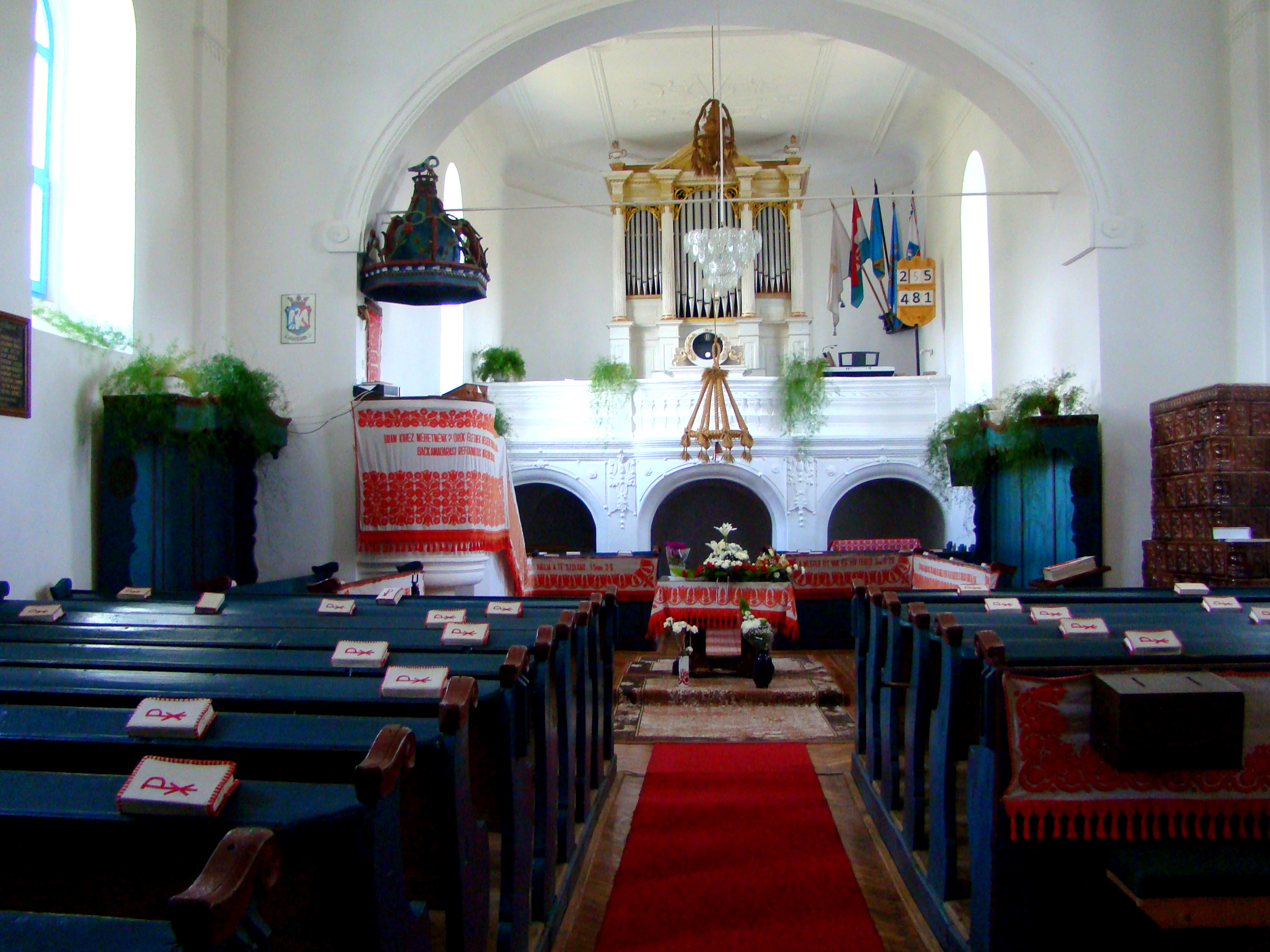
Biserica reformată (1818)
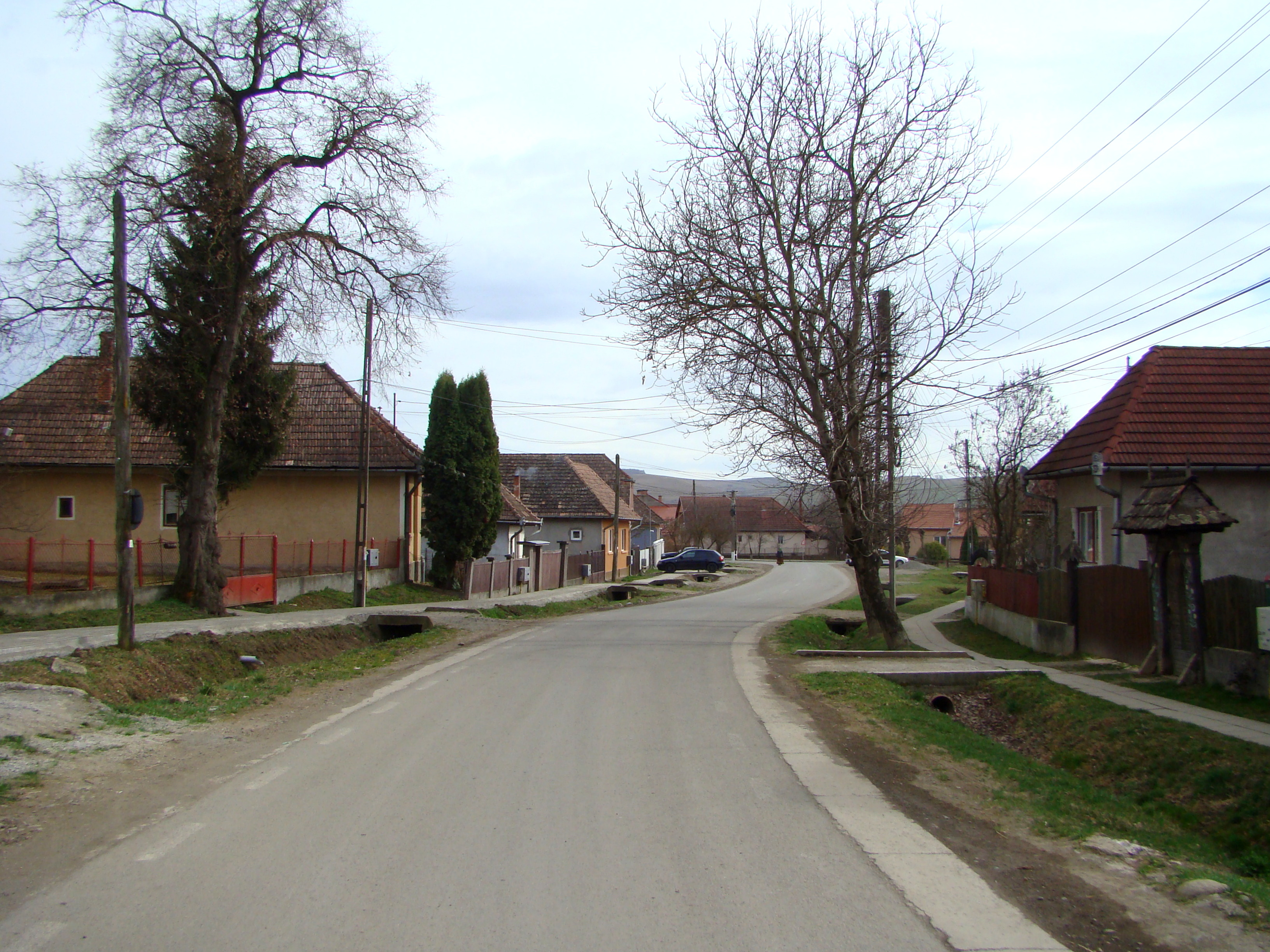
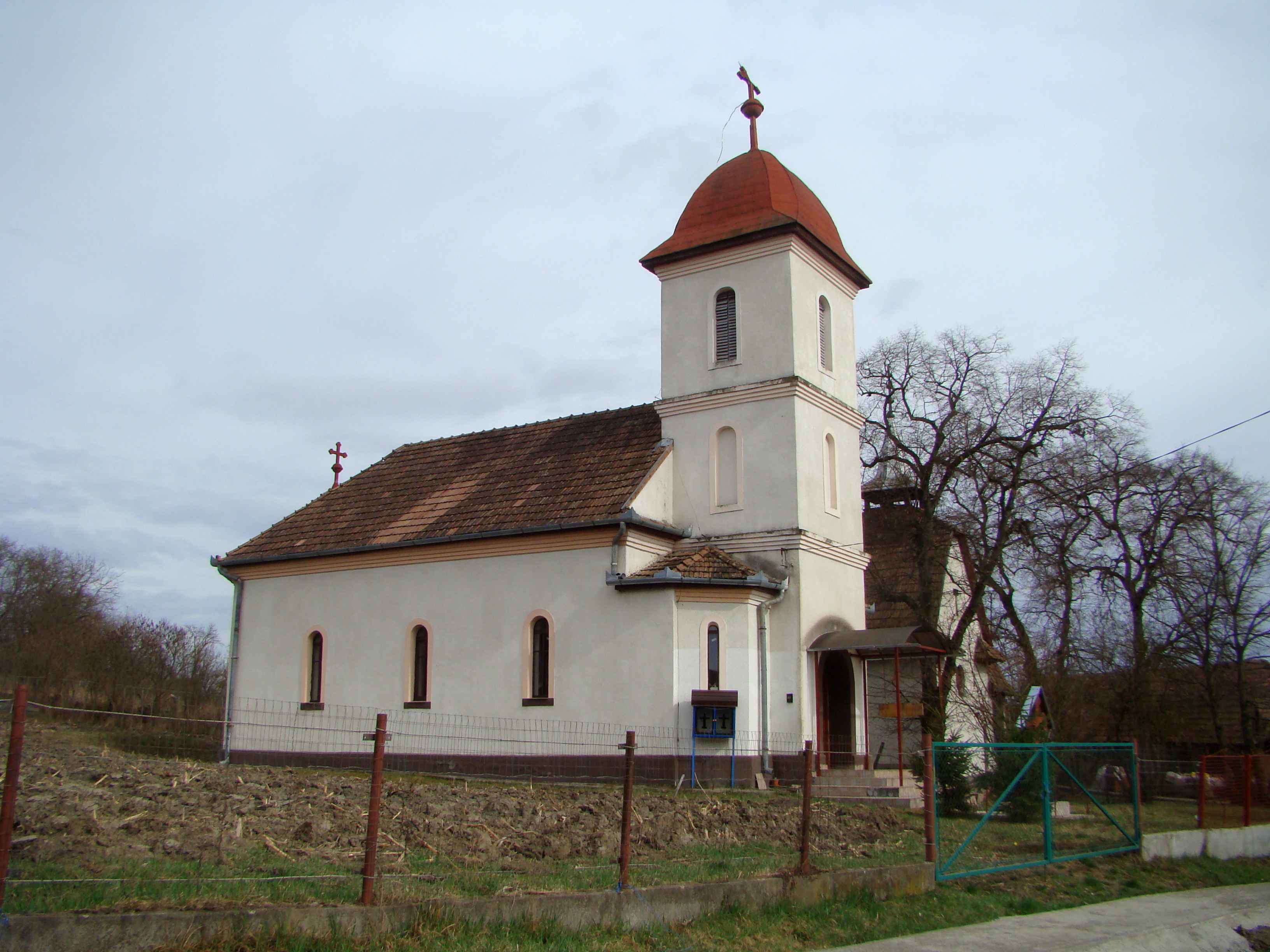
Biserica ortodoxă
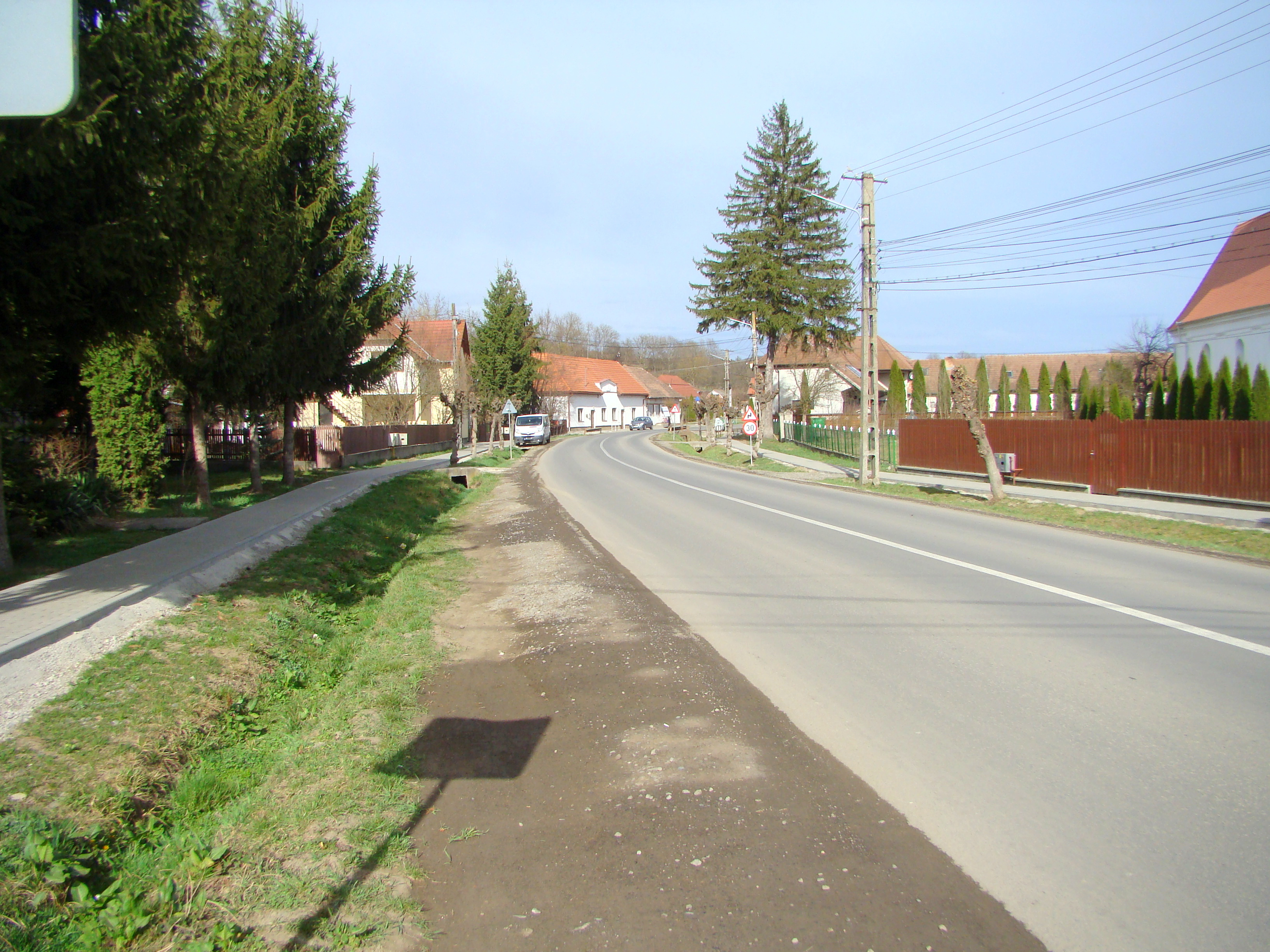
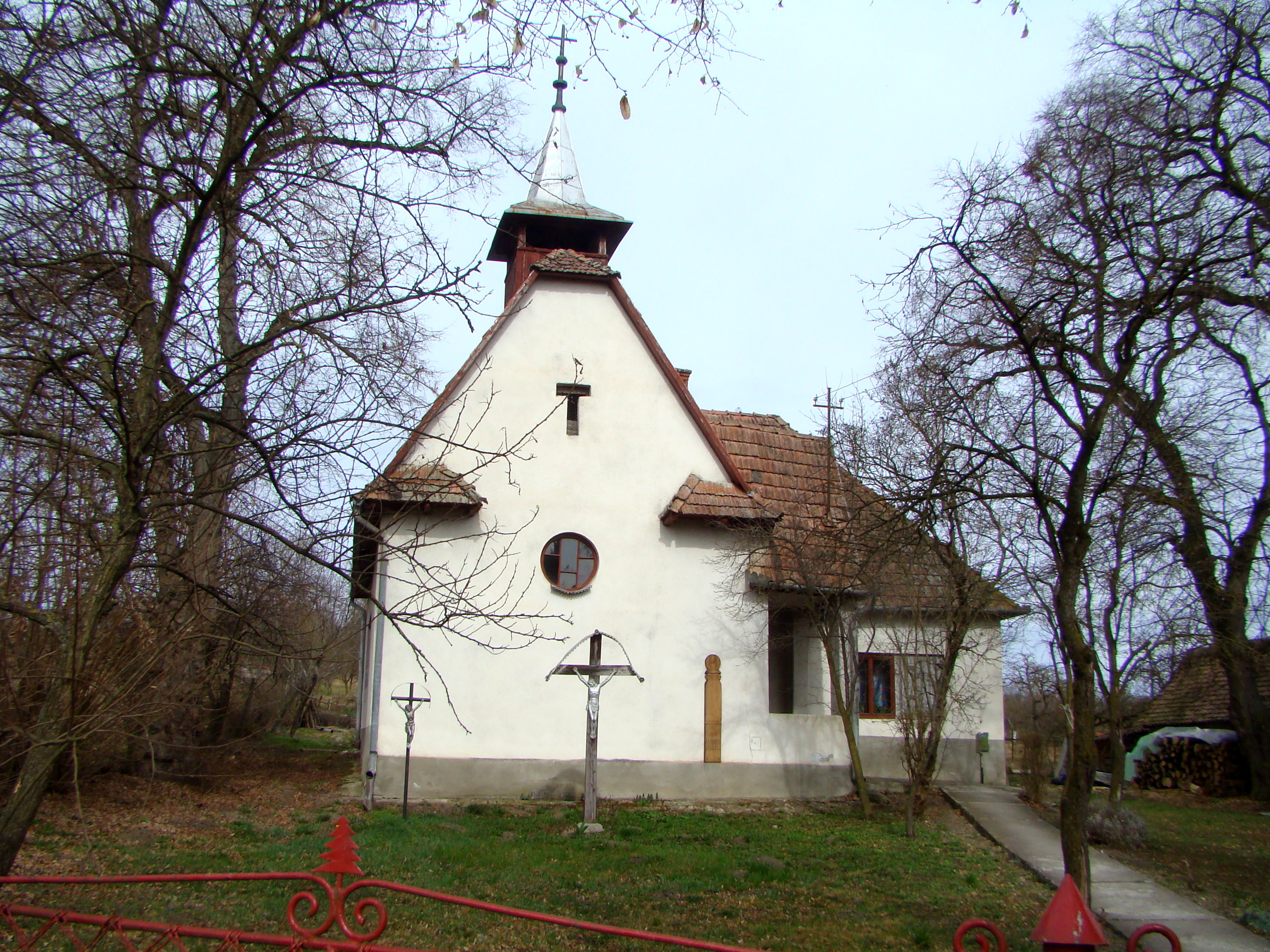
Biserica romano-catolică „Preasfânta Inimă a lui Iisus”
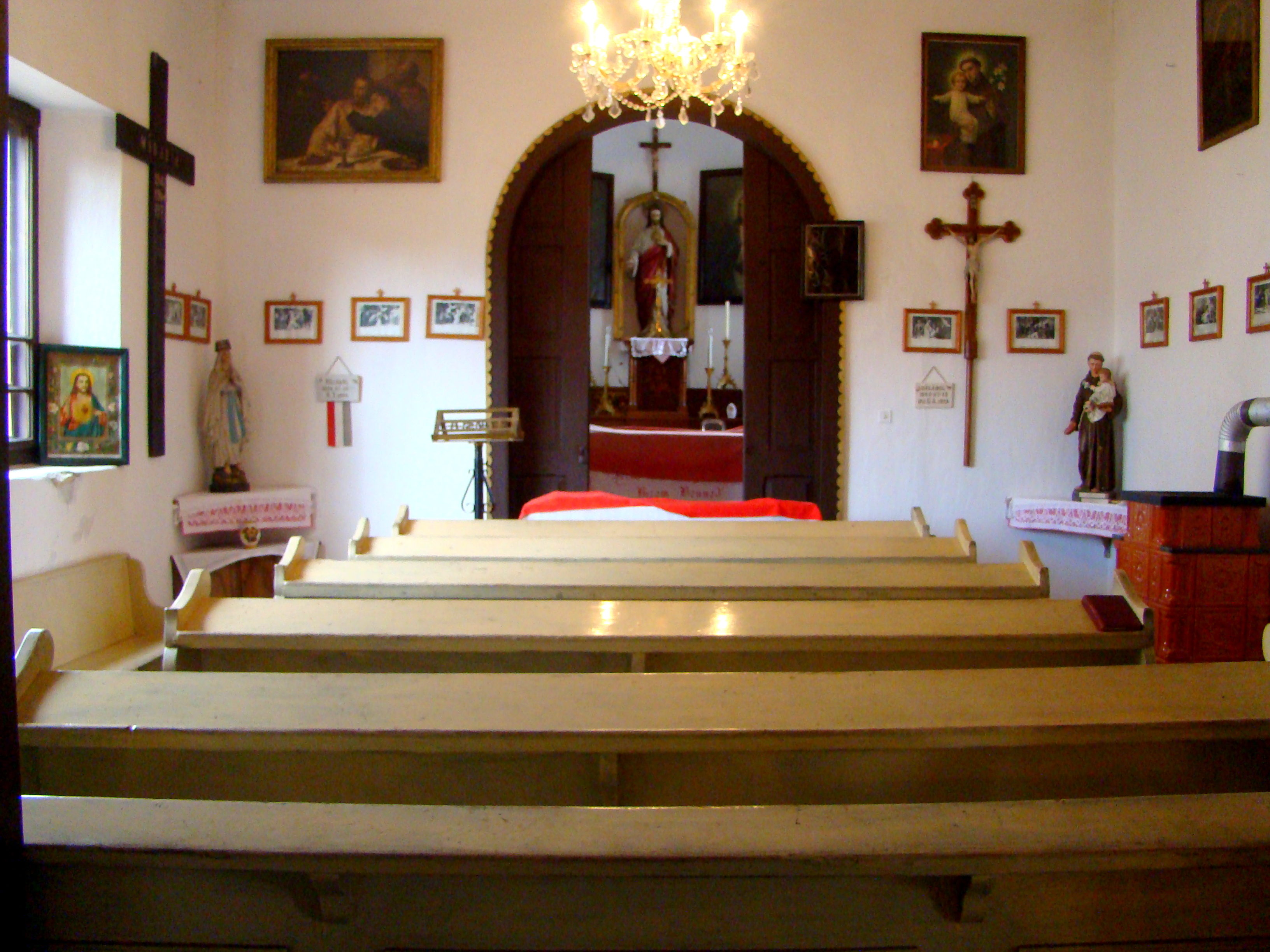
Biserica romano-catolică „Preasfânta Inimă a lui Iisus”
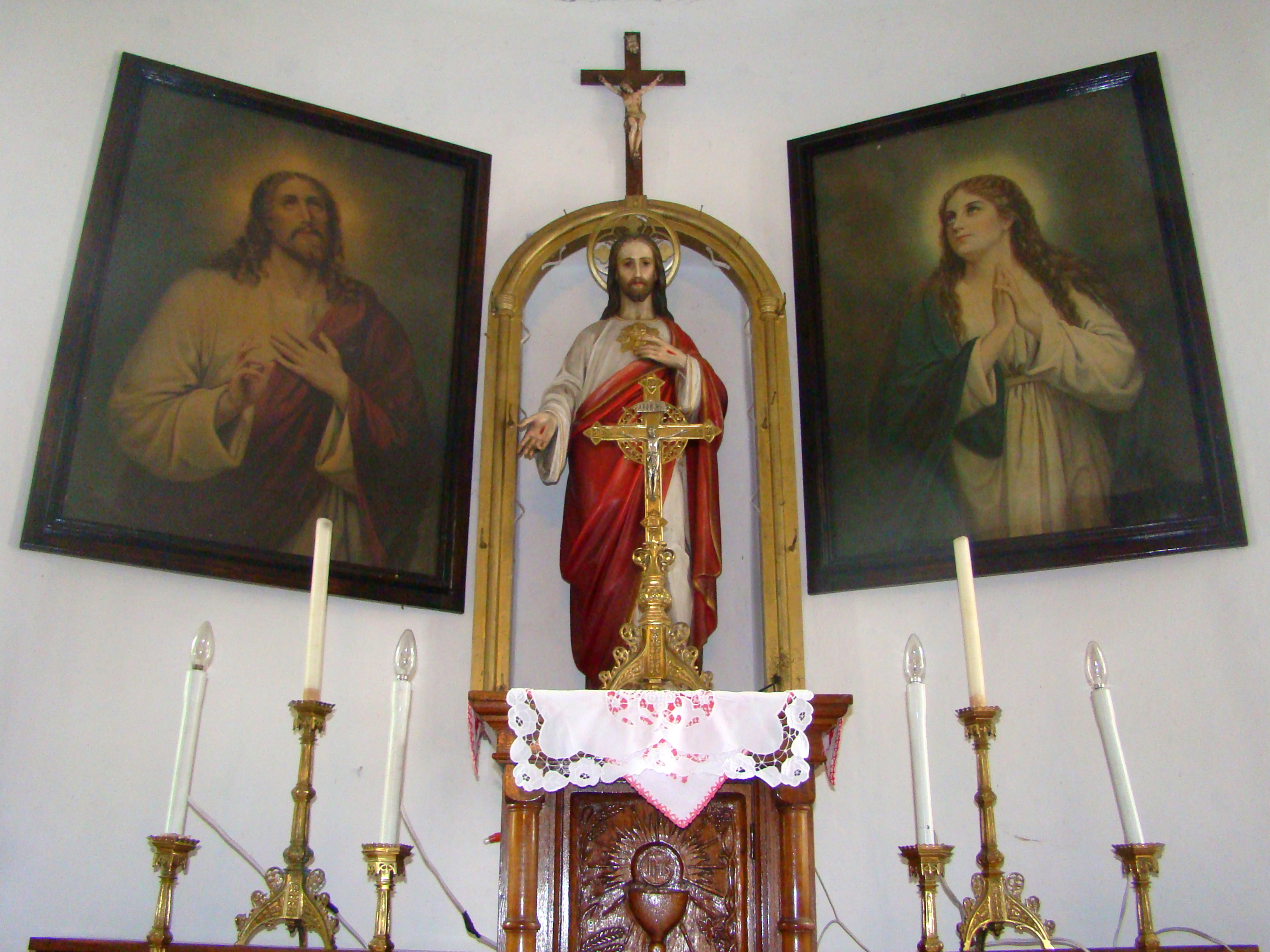
Altarul